# Erwin Respondek

Erwin Respondek

Erwin Respondek (* 26. Oktober 1894 in Königshütte, Oberschlesien; † 17. Dezember 1971 in Berlin) (Deckname „Ralph“) war ein deutscher Wirtschaftswissenschaftler und Zentrums-Politiker. Er leistete Widerstand gegen den Nationalsozialismus und versorgte ab 1941 als  Agent die USA mit Informationen über Deutschland.

## Leben und Wirken

### Herkunft und frühe Jahre (1894 bis 1919)
Erwin Respondek war der Sohn einer katholisch-mittelständischen Familie aus Oberschlesien. Seine Vorfahren, die Réponds, stammten aus der französischen Hafenstadt Cherbourg und waren als religiös verfolgte Hugenotten während der toleranten Herrschaft Friedrich des Großen nach Preußen ausgewandert, wo sie sich in Schlesien niederließen. Später konvertierten die Réponds zum Katholizismus und ließen ihren Namen in Respondek ändern.
Respondeks Vater Wilhelm Respondek war ein Kaufmann in Königshütte, die Mutter Valeska Habisch war Hausfrau. Respondek lebte bis 1908 zusammen mit seinen Eltern und drei Brüdern – Georg, Max, Wilhelm – in seiner Geburtsstadt, wo er auch die ersten Jahre seiner Schullaufbahn durchlief. Von 1908 bis 1911 besuchte er die Goetheschule, ein Gymnasium in Deutsch-Wilmersdorf bei Berlin, wo man erstmals auf Respondeks außerordentliche mathematische Begabung aufmerksam wurde.
Ab 1914 absolvierte Respondek eine Lehre bei einer Berliner Bank. Parallel dazu besuchte er die Handelsschule, die er mit einem Diplom verließ. Ab 1915 nahm er als Angehöriger einer Meldeeinheit (Signaleinheit) am Ersten Weltkrieg teil. Nach einer Rippenfell- und Lungenentzündung wurde er schließlich nach Darmstadt versetzt. Von dort wurde er aufgrund seines wirtschaftlichen Sachverstandes ins preußische Kriegsministerium in Berlin beordert. Im Kriegsministerium wurde er in der von Walther Rathenau geleiteten Kriegsrohstoffabteilung beschäftigt. 1916 wurde Respondek als Sachverständiger ins Reichsschatzamt (ab 1919 Reichsministerium der Finanzen) berufen, wo er sich mit Haushalts- und Steuergesetzgebung befasste. Parallel zu seiner Tätigkeit im Ministerium besuchte er Wirtschaftsvorlesungen an der Berliner Friedrich-Wilhelms-Universität. 1917 legte er auch seine Dissertation vor, die sich der französischen Kriegswirtschaft der Jahre 1914 bis 1916 widmete.
1918 lernte er Charlotte Neumann (* 1899), die Schwester eines im Krieg gestorbenen Freundes, kennen, die er im Dezember 1920, sechs Monate nach der Geburt des ersten gemeinsamen Kindes, heiratete. Aus der Ehe gingen zwei weitere Kinder hervor. Aus einer späteren Ehe Respondeks nach dem Zweiten Weltkrieg entstammte noch eine weitere Tochter.

### In der Weimarer Republik (1919–32)
Einer breiteren Öffentlichkeit wurde Respondek 1919 bekannt, als er sich in einem weit verbreiteten Pamphlet gegen den „Unverstand“ der von den Briten und Franzosen im Friedensvertrag von Versailles festgeschriebenen Reparationsforderungen wandte. Die Politik der Briten und Franzosen sei oberflächlich und naiv und ziele nur darauf ab, den Deutschen das Rückgrat zu brechen. Außerdem begann er in diesem Jahr, zusätzlich zu seiner Tätigkeit im Reichsfinanzministerium, ökonomische Vorlesungen an der Berliner Universität zu halten.
1921 verließ Respondek das Reichsfinanzministerium und wechselte ins Auswärtige Amt. Dort formulierte er die Texte von Handelsverträgen und legte Gutachten zu Fragen der Reparationspolitik, zu den wirtschaftlichen Aspekten des Völkerbundes und zum Thema der politischen Ökonomie vor. Ende 1923 erhielt Respondek für seine Verdienste den Titel eines Ehrenkonsuls verliehen. Parallel zu seiner Arbeit im Auswärtigen Amt unterhielt Respondek enge Kontakte zu den Spitzen der deutschen Wirtschaft – so zu Carl Friedrich von Siemens, Robert und Carl Bosch, Wilhelm Kalle und Carl Duisberg, die häufig in seinem Haus in Berlin-Lichterfelde zu Gast waren. Hermann Büchler machte Respondek schließlich zu seinem Assistenten als er, Büchler, zum Vorsitzenden des Verbandes der Deutschen Industrie ernannt wurde. Offizielle Beraterpositionen übernahm er in der Folge unter anderem für die IG Farben, wo er ein sehr gutes Verhältnis zu Kalle unterhielt. Im Wintersemester 1927/28 wurde er auf Empfehlung Josef Wirmers zum Ehrenmitglied des KStV Semnonia Berlin im Kartellverband ernannt. Dieser Studentenverbindung stand er von 1931 bis 1933 als Philistersenior vor.

### Parlamentstätigkeit und NS-Zeit (1932–45)
Von 1932 bis 1933 gehörte Respondek als Abgeordneter für das Zentrum dem Deutschen Reichstag an, in dem er den Wahlkreis 9 (Oppeln) vertrat. Als Katholik und enger Vertrauter Reichskanzler Heinrich Brünings lehnte er die aufstrebende nationalsozialistische Bewegung ab. 1933 stimmte er dennoch für das Ermächtigungsgesetz, seinem Biographen John Van Houten Dippel zufolge in der Hoffnung, mit dem Ermächtigungsgesetz den Nationalsozialisten „den Strick zuzuwerfen, an dem sie sich schließlich selbst aufhängen“ würden.
Vor der Sudetenkrise von 1938 kam Respondek in Kontakt zum Widerstand gegen den Nationalsozialismus. Namentlich knüpfte er über seinen Freund, den Jesuiten Hermann Muckermann, Verbindungen zum Stabschef des Heeres Franz Halder. Respondeks Biograph Dippel behauptet zudem, dass er „Dutzenden“ Juden nach 1933 zur Flucht aus Deutschland verholfen hätte. Während des Zweiten Weltkrieges war Respondek als Finanzexperte mit der Herstellung der Währung für die deutsch besetzten Gebiete Russlands beauftragt. Durch diese Tätigkeit und durch seine Kontakte zu Halder erfuhr er bereits im August 1940 von Hitlers Plänen zum Überfall auf die Sowjetunion Mitte 1941.
Im Januar 1941 informierte Respondek Sam E. Woods, den Handelsattaché an der amerikanischen Botschaft in Berlin, mit dem er seit längerem in Verbindung stand, über die deutschen Angriffspläne gegen die Sowjetunion. Ein von Respondek verfasster Bericht über die strategischen, politischen und ökonomischen Planungen der deutschen Reichsführung wurde von Woods an das State Department in Washington weitergeleitet, dem so die deutschen Invasionspläne („Unternehmen Barbarossa“) bekannt wurden. Nach einer Authentifizierung von Respondek (den Woods aus Sicherheitsgründen in seinen Unterlagen stets als „Ralph“ bezeichnete) als einem verlässlichen Mann durch seinen ehemaligen Parteifreund, dem Ex-Reichskanzler Heinrich Brüning, der zu dieser Zeit als Exilant in den Vereinigten Staaten lebte und als Professor an der Harvard University lehrte, wurde Respondek vom amerikanischen Außenministerium als verlässliche Quelle eingestuft. Der amerikanische Außenminister Cordell Hull berichtete 1948 in seinen Memoiren, dass die Warnung von „Woods anonymem Freund Ralph“ eine „triftige Begründung für die Annahme lieferte, dass Hitler Russland angreifen würde“ („provided excellent reason to believe Hitler would attack Russia“) und die „Grundlage der amerikanischen Warnung an die Sowjetunion“ (dass eine deutsche Invasion bevorstehe) gebildet habe.
Die Historiker William L. Langer und S. Everett Gleason urteilten später, Respondeks Bericht sei von einer „wahrhaft überwältigenden Bedeutung“ gewesen („of truly staggering import“), da er den eindeutigen Beweis dafür erbracht habe, dass Hitlers operative Direktiven auf einen Angriff auf die Sowjetunion abzielten.
In den folgenden Jahren setzte Respondek seine Informationstätigkeit für die US-Amerikaner fort und ließ diesen regelmäßig über seinen Verbindungsmann Woods Berichte mit von ihm beschafften Geheiminformationen zukommen. Unter anderem unterrichtete er die USA auch über die Fortschritte der deutschen Atomwaffenforschung sowie über seine Kontakte zu Kalle von deutschen Zyklon-B-Entwicklungen.
Nach dem US-amerikanischen Kriegseintritt und der zeitweiligen Internierung Woods durch die deutsche Reichsregierung Ende 1941 (er kam später im Tausch gegen deutsche Diplomaten in den Vereinigten Staaten über Lissabon frei) erfolgte die Vermittlung von Respondeks Berichten über das amerikanische Konsulat in Zürich, in dem Woods seit 1942 tätig war. Respondeks wahre Identität war dabei selbst im amerikanischen Außenministerium nur einer Handvoll Spitzenbeamter bekannt.

#### Respondek und „Ralph“ in der historischen Forschung
Die Identität von Respondek mit dem Spion „Ralph“ blieb auch nach dem Krieg noch lange Zeit unbekannt: Hull sprach in seinen Memoiren von Respondek nur unter Benutzung von dessen Decknamen und Respondek selbst äußerte sich niemals zu ihr – wahrscheinlich, weil es in großen Teilen der deutschen Gesellschaft der ersten Nachkriegsjahrzehnten eher negativ beleumundet war und als Verrat ausgelegt wurde, ein Widerstandskämpfer gewesen zu sein.
Der erste Forscher, dem es gelang zu beweisen, dass Ralph niemand anderes als Respondek gewesen war, war der US-Amerikaner William E. Griffith vom Massachusetts Institute of Technology. Griffith gab an, Respondek 1945/1946 getroffen und von diesem erfahren zu haben, dass er, Respondek, Woods bereits 1940 eine deutsche Besatzungsbanknote für den Osten gegeben habe (eine 1000-Rubel-Note). Unter Verweis auf einen Bericht Woods, in dem dieser angibt, von „Ralph“ eine 1000-Rubel-Note erhalten zu haben, interpretierte Griffith dies als Beweis für die Identität beider Männer. Zudem wies Griffith Parallelen zwischen der Beschreibung von Ralph in einem Memorandum Woods und dem Lebenslauf Respondeks im Handbuch der Reichstagsabgeordneten für das Jahr 1932 nach.
1983 charakterisierte der Historiker Walter Laqueur Respondek als „a figure about whom [hardly anything] […] is known“, also als eine nahezu unbekannte Figur. Laqueur stellte fest, dass er über Respondek lediglich habe herausfinden können, dass dieser 1894 geboren sei, Wirtschaft studiert und dem Reichstag angehört habe.
Dem US-Amerikaner Dippel gelang es schließlich Anfang der 1990er Jahre, Respondeks Lebensgeschichte aufzuarbeiten. Entscheidende Voraussetzung für sein Buch Two Against Hitler – eine Doppelbiographie Respondeks und Woods – war, dass es Dippel zum einen gelang, überlebende Zeitzeugen, darunter die Witwe Woods und zwei der Kinder Respondeks, ausfindig zu machen, die ihm bislang nicht dokumentierte Informationen geben konnten. Zum zweiten konnte Dippel Respondeks Originalberichte im Nachlass Heinrich Brünings auffinden und nach der Öffnung zahlreicher Archive in Ostdeutschland, Russland und Polen nach dem Ende des Kalten Krieges zahlreiche westlichen Forschern zuvor unzugängliche Materialien sichten. Dippel beschrieb Respondek als einen „einsamen Wolf“, der als Spion erfolgreich gewesen sei, weil er sein Leben lang nur wenige Freunde gehabt und nur wenigen Menschen vertraut habe. Seiner Vorsicht, sich nicht in die Anti-Hitler-Netzwerke des deutschen Widerstandes einbinden zu lassen, habe Respondek es auch zu verdanken gehabt, dass er der Verfolgungswelle der Gestapo nach dem Attentat vom 20. Juli 1944 entging. Er habe stets im Zentrum großer Ereignisse gestanden, sei in ihnen aber unsichtbar gewesen: „Ein Mann, der Geschichte gemacht hat, ohne zu einer Figur auf ihrer Bühne zu werden.“
Respondeks Partner Woods sah sich in diesem Sinne einige Jahre nach Kriegsende dazu veranlasst, in einem Bericht an das State Department zu schreiben: „It is a bitter humiliation to me [...] that his services to our country have never been recognized or even acknowledged. (Es ist in meinen Augen bitter und beschämend, ... dass seine Verdienste um unser Land niemals gewürdigt, ja nicht einmal anerkannt wurden.)“

### Spätes Leben (1945–71)
In den frühen 1950er Jahren gehörte Respondek dem Bundesvorstand der 1952 gegründeten Gesamtdeutschen Volkspartei (GVP) von Gustav Heinemann an. Zusammen mit Heinemann opponierte Respondek in den 1950er Jahren nachdrücklich gegen die Politik Konrad Adenauers. Für Heinemann fungierte er insbesondere als Verbindungsmann zum sowjetischen Militärhauptquartier in Berlin-Karlshorst, zu dem er gute Beziehungen hatte. In späteren Jahren lebte Respondek zurückgezogen in Berlin, wo er 1971 an einem Herzinfarkt starb. Der breiten Öffentlichkeit unbekannt und selbst von der US-amerikanischen Regierung vergessen, nahmen nur wenige Personen an Respondeks Begräbnis auf dem Zentralfriedhof Friedrichsfelde  in Berlin teil.

## Schriften
- Frankreichs Bank- und Finanzwirtschaft im Kriege (Aug. 1914 bis Aug. 1916), 1917.
- Steuer- und Anleihepolitik in Frankreich während des Krieges, 1918. (Dissertation)
- Kriegsentschädigung: Forderungen Unserer Gegner, 1919.
- Die Reichsfinanzen auf Grund der Reform von 1919/20, 1921.
- Grundlagen und Kritik des Reparationsgutachtens (1. Sachverständigen-Bericht), 1924.
- Verlauf und Ergebnis der Internationalen Wirtschaftskonferenz des ... 1927.
- Wirtschaftliche Zusammenarbeit zwischen Deutschland und Frankreich, 1929.
- Handelspolitische Neuordnung Europas. Meistbegünstigung und Präferenzsystem, 1931.
- Die Bedeutung des monetären Goldes in der gegenwärtigen Weltwirtschaftskrise, 1931.
- Grundzüge Europäischer Handelspolitik, 1933.